# شهرستان نفتیوگانسکی
شهرستان نفتیوگانسکی (به لاتین: Nefteyugansky District) یک شهرستان در روسیه است که در ناحیه خودگردان خانتی-مانسی واقع شده‌است.